# Abrhexosa ryckmani
Abrhexosa ryckmani är en tvåvingeart som beskrevs av Cook 1975. Abrhexosa ryckmani ingår i släktet Abrhexosa och familjen dyngmyggor.
Artens utbredningsområde är Kalifornien. Inga underarter finns listade i Catalogue of Life.